# APPN
Advanced Peer-to-Peer Networking (APPN) — розширення пропрієтарної технології IBM SNA (Systems Network Architecture), яке дозволяє міжмашинну комунікацію за принципом peer-to-peer, як у локальних мережах, так і у глобальних.

## Цілі і особливості
Цілями створення технології APPN були наступні:
- Забезпечення ефективної маршрутизації SNA-трафіку
- Надання можливості встановлення комунікаційних сесій без допомоги центрального комп'ютера
- Зменшення вимог до архітектури; передбачення використання ресурсів
- Можливість пріоритизації SNA-трафіку
- Підтримка як класичного SNA, так і нового APPN-трафіку

Для досягнення даних цілей APPN включає наступне:
- Керування розподіленою мережею
- Динамічний обмін інформацією про мережну топологію (полегшує, наприклад, реконфігурування мережі, вибір маршрутів тощо)
- Динамічне означення мережних ресурсів
- Автоматизована реєстрація ресурсів у системі і пошук у каталогах

## Історія
Перші стандарти APPN з'явилися приблизно 1986-го року, і мали на меті доповнити архітектуру SNA. Спочатку на меті було спрощення, але з часом з'ясувалося, що APPN вийшла досить складною технологією, особливо у випадках поступової міграції архітектур.
Одною з цілей APPN було «знищення DECnet», але компанія DEC вийшла з бізнесу ще до закінчення повної розробки APPN. У багатьох[яких?] застосуваннях APPN була практично повністю витіснена стеком TCP/IP.
APPN розвинулася до іншої технології, названої HPR (англ. High Performance Routing), яка включає більш ефективні механізми маршрутизації
У 1990-х HPR була доступною для широкого[якого?] кола мережної апаратури, але з часом стала орієнтована майже винятково на технологію z/OS і для заміни застарілої SNA. Трафік HPR можна інкапсулювати всередині UDP-тунелів — дана технологія називається Enterprise Extender.
APPN не слід плутати зі схожою абревіатурою APPC (IBM Advanced Program-to-Program Communication). APPN відповідальна за міжмашинну комунікацію, включаючи маршрутизацію, і працює на транспортному і мережному рівнях. На противагу, APPC призначена для взаємодії між програмними компонентами, і працює на прикладному і презентаційному рівнях.

## Компоненти
Мережа APPN може складатися з п'яти типів вузлів:
- Мережний вузол (NN, англ. Network Node) — маршрутизатор APPN
- Кінцевий вузол (EN, англ. End Node) — хост-комп'ютер, де виконуються прикладні програми
- Low Entry Node (LEN) — вузол, що «дозволяв взаємодію між двома вузлами за посередництва VTAM»
- Composite Network Node (CNN) — вузол VTAM/NCP
- Branch Network Node (BrNN) — «виглядає як End Node для мережного вузла вищого рівня (англ. upstream network node), але для нижніх вузлів EN і LEN є мережним вузлом»

У технології VTAM вузли APPN визначені як «PU 2.1».

## Підтримка пристроїв
APPN підтримується рядом пристроїв і програмних пакетів виробництва як IBM, так і не-IBM. Програмні реалізації доступні для мейнфреймів, AS/400, System/36, а також OS/2 за допомогою Communications Server,, обладння Cisco, а також у рамках продукту Microsoft Host Integration Services (HIS) для Windows.